# Palestinian Broadcasting Corporation
Die Palestinian Broadcasting Corporation (PBC, arabisch هيئة الإذاعة والتلفزيون الفلسطينية, DMG Haiʾat al-Iḏāʿa wa-t-Tilifizyūn al-Filasṭīniyya) ist eine öffentlich-rechtliche Rundfunkanstalt in den Palästinensischen Autonomiegebieten mit Sitz in Ramallah, die ein Hörfunk- und ein Fernsehprogramm betreibt. PBC ist Mitglied der ASBU und ABU. Sie ist ehemaliges assoziiertes Mitglied der EBU. Dieser Status besteht nicht mehr. Der erste Direktor der PBC war Radwan Abu Ayyash, der ehemalige Vorsitzende der Arabischen Journalisten-Vereinigung.

## Geschichte
Die PBC wurde am 1. Juli 1994 gegründet und unterstand als staatliche Rundfunkbehörde zunächst der palästinensischen Autonomiebehörde. Palestine TV begann 1996 mit Ausstrahlungen in Gaza. Die PBC wurde bis 1998 teilweise von der US-Regierung finanziert.
Am 19. Januar 2002 wurde durch die israelische Armee das fünfstöckige Hauptgebäude und der Sendeturm der PBC in Ramallah zerstört. Die Sprengung war eine Vergeltungsaktion für die Tötung von sechs Israelis durch einen Palästinenser. Die israelische Regierung warf der PBC vor, antisemitische Inhalte und solche, die zu Gewalt aufriefen, zu verbreiten.
2010 wandelte der Präsident der Palästinensischen Autonomiebehörde, Mahmud Abbas, per Dekret die Palestinian Broadcasting Corporation in eine Anstalt öffentlichen Rechts um.

## Hörfunk und Fernsehen
PBC produziert ein Hörfunkprogramm, die Stimme Palästinas, und einen Satelliten-TV-Kanal, den Palestinian Satellite Channel, bekannt als Palestine TV.